# جسر بونتي فيكيو

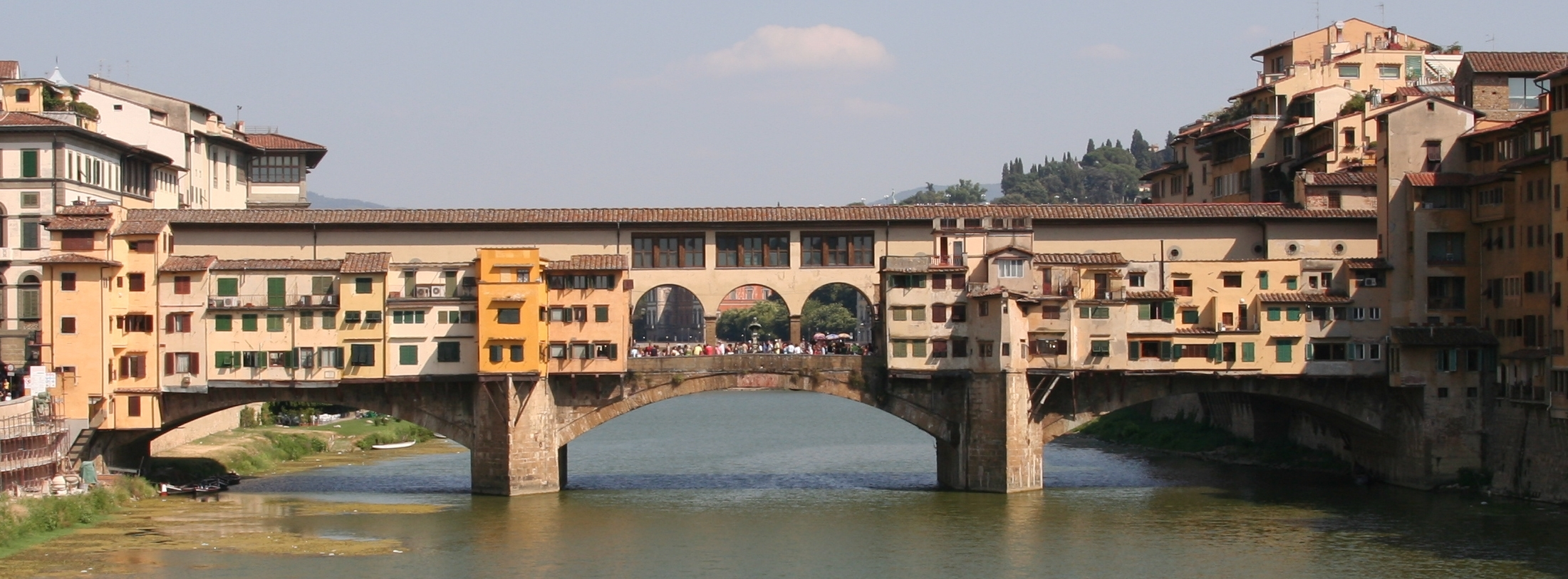
جسر فتشيو

جسر فتشيو (بالإيطالية: Ponte Vecchio)‏ كلمة تعني الجسر القديم هو أقدم وأشهر جسر في فلورنسا يرجع عمره إلى مئات السنين، يقع في عاصمة إقليم توسكانا في إيطاليا. ويقع الجسر على نهر أرنو الذي يمر وسط المدينة. وقد أعيد تجديدة في عام 1345م.
للجسر ثلاث قناطر مفتوحة في الوسط كما يحتوي على صف من المياني يضم محلات على طول كل جانب منه. يقوم بائعوا الذهب والمجوهرات بأعمال البيع في مؤخرة المحلات فوق النهر تماماً على رفوف خشبية بدلاً من المحلات.
بني رواق كبير على قمة الجسر ليصل قصر بيتي جنوبي النهر مع قصر يوفيزي الذي يقع على الضفة الشمالية. لكن الرواق دمر خلال الحرب العالمية الثانية، في حين صمد جسر فيشو ليكون الوحيد في فلورنسا الذي لم يٌدمر في الحرب العالمية الثانية.